# Blood Brothers (EP)
Blood Brothers je EP Brucea Springsteena i E Street Banda. Objavljen je u paketu s VHS izdanjem dokumentarca Blood Brothers iz 1996., u kojem je prikazan Springsteenov povratak matičnom bendu tijekom snimanja bonus pjesama za njegovo izdanje Greatest Hits te godine. Na EP-u se nalaze alternativne snimke dvije nove pjesme, promotivna izvedba uživo jedne druge i dvije neiskorištene pjesme.

## Popis pjesama
Tekstovi i glazba: Bruce Springsteen. 
| 1.    | »Blood Brothers«                          | 4:04 |
| 2.    | »High Hopes« (autor: Tim Scott)           | 4:30 |
| 3.    | »Murder Incorporated« (uživo)             | 5:51 |
| 4.    | »Secret Garden« ((s gudačkim aranžmanom)) | 4:38 |
| 5.    | »Without You« (s gudačkim aranžmanom)     | 3:58 |
| 23:01 |                                           |      |

## Popis izvođača

### E Street Band
- Bruce Springsteen - električna i akustična gitara, harmonika, vokali
- Roy Bittan - klavir, električne klavijature
- Clarence Clemons -  saksofon, perkusije
- Danny Federici - orgulje, električne klavijature
- Nils Lofgren - električna gitara
- Patti Scialfa - prateći vokali
- Garry Tallent - bas
- Max Weinberg - bubnjevi
- Steve Van Zandt - akustična gitara, mandolina

### Ostali izvođači
- Frank Pagano - perkusije na "High Hopes"
- Lisa Lowell - prateći vokali na "High Hopes"
- Soozie Tyrell - prateći vokali na "High Hopes"